# Gallel (Alba)
Gallel es un despoblado aragonés situado en el actual término de Alba, en la comarca de la Comunidad de Teruel.

## Historia
Probablemente estuviera poblada desde la Edad de Hierro y fuera en época romana una parada del itinerario antoniano a Caesar Augusta (algunos autores lo identifican con Albonica). Mantendría el mismo uso en época musulmana.
Durante la Edad Media gozó de gran relevancia por sus salinas, que eran una parada importante para las rutas trashumantes entre Aragón y Valencia. La primera referencia a tales salinas es de 1221, (la población con su nombre aparece referenciada en 1202) cuando son adquiridas por los Pérez de Azagra a Martín de Tramacastiel. En 1292, tras el fin de los Sánchez de Azagra como potencia regional al ser sometido el Señorío de Albarracín, fue puesto a la venta por Sancho Ruiz de Azagra y adquirido por la Comunidad de Teruel.
En 1307 Jaime II de Aragón las cedió al concejo de Rubielos de Mora. En algún momento indeterminado fueron recuperadas por la corona, pues en 1332 el rey las cedió a la Comunidad de Teruel a cambio de 12 000 sueldos anuales. Pasó a depender de la Sesma del Campo de Cella y por ello consta su contribución en 1356-1357 a la fortificación de Cella antes de la Guerra de los Dos Pedros, pues aquella actuaba como refugio de la población. Las salinas de Gallel fueron usadas varias veces más como fuente de rentas para la dote de Violante de Bar o colateral de los préstamos de Juan II de Aragón durante la guerra civil catalana.
En el siglo XVI consta el funcionamiento de las salinas y de una acequia en Gallel así como en el siglo XVII. Todavía presentaba restos de la población en la época de Jordán de Asso (siglo XVIII) aunque fue poco después abandonada al cerrarse las salinas por orden de Carlos III. Hoy se conserva una ermita, restos de una fortificación y unas "masías de Gallel" como restos de la aldea.